# Aeroportul Babo
Aeroportul Babo (IATA: BXB, ICAO: WASO) este un aeroport din Teluk Bintuni⁠(d), Papua Barat⁠(d), Indonezia.
Situat la o altitudine de 12 m, aeroportul dispune de o singură pistă. Este operat de Kementerian Perhubungan Indonesia⁠(d).